# 挪威虎耳草

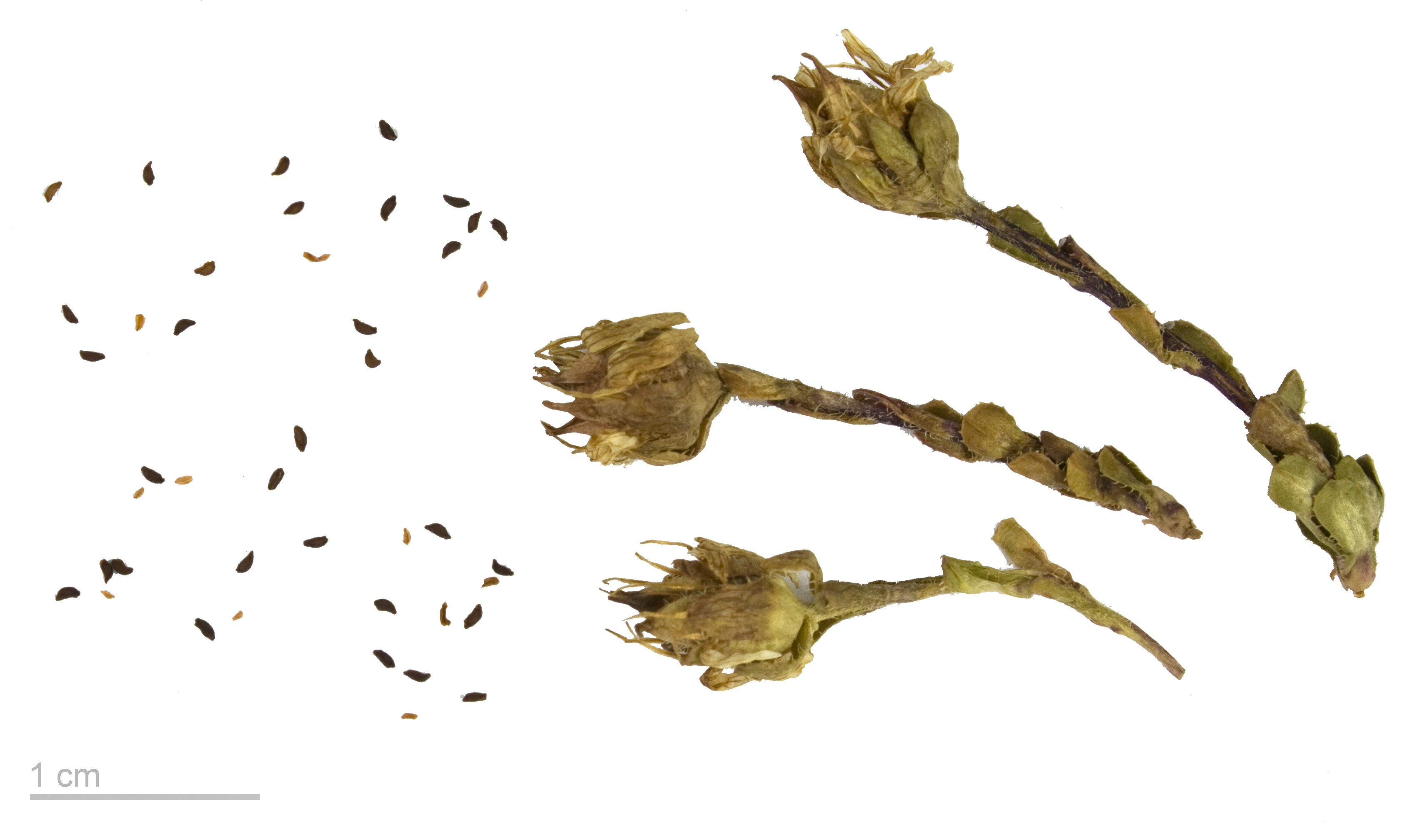
Saxifraga oppositifolia

挪威虎耳草（学名：Saxifraga oppositifolia）为虎耳草科虎耳草属下的一个种。

## 扩展阅读
- 維基物種上的相關：挪威虎耳草